# Keiko Tobe
Keiko Tobe (戸部 けいこ?) (1957 – 28 de enero de 2010 ) fue una dibujante de manga japonesa, enfocada en historias con temáticas maduras (manga josei). Es conocida por su manga Hikari to Tomoni, ganadora del Premio a la Excelencia del Premio Festival de arte de Japón en 2004.

## Carrera
Nacida en la Prefectura de Hyōgo, en su edad escolar hizo su primer manga, de ahí en adelante decide ser una mangaka profesional. Tobe falleció de un mesothelioma el 28 de enero de 2010.

## Obras
- Hikari to Tomoni (光とともに?), Akita Shoten[4]

- Bakumatsu Mahōjin (幕末魔法陣?)